# Discovery, Inc.
Discovery, Inc. (DCI) -anteriormente Discovery Communications, Inc.- fue una compañía global de medios y entretenimiento estadounidense lanzada en 1985 e inició operaciones como un solo canal, The Discovery Channel. DCI tuvo operaciones globales con 29 redes de televisión con más de 100 canales en más de 180 países, en 33 idiomas para 1.5 mil millones de suscriptores alrededor del globo. Silver Spring (Maryland) fue la sede de la empresa por 16 años, desde 2003 hasta que en 2019 se mudó a Nueva York.
DCI producía programación original y adquiría otros programas en todo el mundo. Esta programación era transmitida en las 31 redes de DCI, incluyendo Discovery Channel, TLC, Animal Planet, Discovery Health Channel, Discovery Kids, Discovery Family, Investigation Discovery, Travel Channel, Food Network, HGTV, Cooking Channel y una familia de canales originales. DCI también distribuía a BBC America, BBC World News a la mayoría de operadoras de cable y satélite en los Estados Unidos. Era además, propietario también del 27,5 % del canal de televisión chileno Mega.
En mayo de 2021, AT&T anunció que había propuesto una fusión entre Discovery Inc. y su subsidiaria WarnerMedia que sería escindido en una nueva compañía pública que se conocería como Warner Bros. Discovery y que comenzó sus operaciones el 8 de abril de 2022.

## Historia
La empresa se fundó el 17 de junio de 1985 en Bethesda, un suburbio de Washington D. C. . En 2003, Discovery Communications trasladó su sede a Silver Spring. En 2019, Discovery Communications trasladó su sede a la ciudad de Nueva York, manteniendo a 300 empleados en un centro más pequeño en Silver Spring.
Judith A. McHale fue la presidenta y presidenta ejecutiva hasta que el ejecutivo de NBCUniversal David Zaslav tomó su cargo el 16 de noviembre de 2006.
En febrero de 2007, Zaslav ordenó una reestructuración de los altos ejecutivos. Los ejecutivos despedidos fueron: Billy Campbell, expresidente de Discovery Networks U.S.A., Dawn McCall, expresidente de Discovery Networks International, Maureen Smith, expresidente y gerente general de Animal Planet y David Abraham, expresidente y gerente general de TLC.
Zaslav contrató a Greg Ricca para que regresara a Discovery Networks Intl. como presidente y CEO. Él promovió a Mark Hollinger para que fuese presidente en negocios y operaciones globales, Marjorie Kaplan a presidenta y gerente general de Animal Planet Media y Discovery Kids Media, y Jane Root a gerente general de Discovery Channel y Science Channel.
Antes del 18 de septiembre de 2008, DCI contaba con 3 accionistas:
- Discovery Holding Company
- Advance/Newhouse Communications[8] afiliada con Advance Publications
- John S. Hendricks, el fundador de la compañía y presidente.

El 13 de diciembre de 2007, Discovery Holding Company anunció un plan de reestructuración. Bajo ese plan, los negocio de Ascent Media de Discovery Holding sería dividida, y el resto de los negocios, Discovery Communications, LLC y Advance/Newhouse Communications, serían combinadas en una empresa holding. La reorganización se completó el 17 de septiembre de 2008. El nuevo Discovery Communications, Inc. es ahora una empresa pública y se cotiza en el NASDAQ.
En 2015, adquirió todas las acciones restantes del canal Eurosport quedándolo a 100%. Desde el 6 de marzo de 2018 Discovery y Scripps Networks se fusionan, por lo cual la nueva compañía pasa a llamarse simplemente Discovery Inc.

## Divisiones
DCI opera sus negocios en cuatro grupos: Discovery Networks U.S., Discovery Networks International, Discovery Commerce y Discovery Education.

### Discovery Networks U.S.
Discovery Networks U.S. opera 12 canales en inglés, tres canales en español. Según la SEC, la división "también opera los sitios web relacionados con su canal y otros nuevos negocios de medios de comunicación, incluido un servicio de vídeo a la carta distribuido por diversos operadores de cable". Todos los canales están en proceso de ser revisados y "mejorados". Mucho de los canales empezaron a cambiar sus logos en febrero de 2008, como Science Channel y Animal Planet, y tiempo después Discovery en Español y Discovery Channel, mientras que el Discovery Channel para Latinoamérica fue cambiado hasta después.
La división de canales en EE. UU. incluye:
| Canal                   | Lanzamiento | Televidentes | HD  | Notas                                                         |
| ----------------------- | ----------- | ------------ | --- | ------------------------------------------------------------- |
| Discovery Channel       | 1985        | 98 millones  | Sí  |                                                               |
| TLC                     | 1990        | 97 millones  | Sí  | adquirido por Discovery Communications en mayo de 1991        |
| Animal Planet           | 1996        | 95 millones  | Sí  |                                                               |
| Discovery Family        | 2014        | 61 millones  | No  | Anteriormente Discovery Kids, Hub Network                     |
| Science Channel         | 1996        | 55 millones  | Sí  |                                                               |
| Investigation Discovery | 2003        | 52 millones  | Si  | Anteriormente Discovery Times                                 |
| Oprah Winfrey Network   | 2009        | 69 millones  | No  | Anteriormente Discovery Health Channel                        |
| AHC                     | 2005        | 52 millones  | No  |                                                               |
| Destination America     | 2012        | 51 millones  | Sí  | Anteriormente Planet Green                                    |
| Discovery Life          | 2003        | 45 millones  | No  | Anteriormente Fit tv y fusionado con Discovery Health Channel |
| Velocity                | 2002        | 18 millones  | N/D | Transmitido en HD 24 horas al día, Anteriormente, HD Theater  |
| Discovery en Español    | 1998        | 8 millones   | No  | Versión en español de Discovery Channel                       |
| Discovery familia       | 2007        | ?            | No  |                                                               |
| Travel Channel          | 1987        | 89 millones  | Sí  |                                                               |
| Discovery DN            | 2012        | ?            | Sí  | (cerrado)                                                     |

### Discovery Networks International
Discovery Networks International, o Discovery International Networks ofrece "un portafolio de canales, principalmente por Discovery Channel y Animal Planet, que son distribuidos virtualmente en cada rincón de cada operadora de cable en el mundo." La división ofrece cerca de 100 canales separados en 35 idiomas con "canales que transmiten en programación local para satisfacer las necesidades."
DCI es propietaria de la mayoría de los canales ofrecidos por Discovery Networks International, con excepción de:
- Los canales internacionales de Animal Planet, que son "generalmente en consorcio de 50-50 con la BBC"[14]
- Investigation Discovery, que "opera en Latinoamérica en consorcio de 50-50 con la BBC"
- Varios canales en Japón, Chile y Canadá que "opera en consorcio estratégicamente con socios locales."

Al igual que con la división de la red estadounidense, la red internacional opera sitios web y otros negocios de medios de comunicaciones.
El 10 de enero de 2006,  Discovery Networks International anunció unconsorcio con Spiegel TV y DCTF para proveer televisión análoga gratis para más de 20 millones de hogares en Alemania y países vecinos.
Los canales de Discovery International incluyen:
- Asia/Pacífico: Discovery Channel, Animal Planet, TLC, Discovery Home & Health, Science, Discovery Turbo y Discovery HD.
- Europa, Medio Oriente, y África: Discovery Channel, Animal Planet, DMAX, Discovery Science, Discovery World, Investigation Discovery, Discovery Real Time, Discovery Geschichte, Discovery Turbo, Discovery HISTORIA y Discovery HD.
- América Latina: Discovery, Discovery Kids, Investigation Discovery, Animal Planet, Discovery Home & Health, TLC, Discovery Science, Discovery Turbo, Discovery Theater, Discovery World, Food Network, HGTV, Golf Channel, Mega, Mega Plus y Mega Ficción.
- Reino Unido e Irlanda: Discovery Channel, Animal Planet, DMAX, TLC, Discovery History, Discovery Science, Discovery Turbo, Discovery HD y Investigation Discovery.
- Canadá: Discovery Channel, Animal Planet, Investigation Discovery, Discovery Velocity y Discovery Science.

## Relacionados
- National Geographic Channel
- PBS
- History Channel